# 福島正信
福島 正信（ふくしま まさのぶ、大永5年（1525年）? - 慶長2年3月25日（1597年5月11日））は、戦国時代から安土桃山時代にかけての人物。正光とも。通称は市兵衛、与左衛門。『武家盛衰記』では源頼綱の十一世の孫とする。正室は関氏（豊臣秀吉の叔母）。子に正則、高晴、娘（別所重宗室）ら。

## 生涯
大永5年（1525年）、はじめ尾張国海東郡で桶屋をしていたといわれる。
妻が豊臣秀吉の叔母にあたることから召し出されて、家臣として仕えた。天正12年（1584年）の小牧・長久手の戦いにも参加している。その後は大名となった長男・正則の保護を受けながら余生を送った。
慶長2年（1597年）に死去。戒名は冷照院清菴道泉。墓所は建仁寺永源庵にある。

## 家族
- 父：福島正秀
- 母：不明
- 妻：松雲院 - 関兼貞の娘
  - 長女：別所重宗正室
  - 次女：別所吉治室
  - 長男：正則
  - 次男：高晴
  - 三男：長則 - 福島正鎮の父
  - 四男：正守